# Claude Ignace François Michaud
Claude Ignace François Michaud (* 28. Oktober 1751 in Chaux-Neuve; † 19. September 1835 in Luzancy) war ein französischer General. Er war 1794 Befehlshaber der Rheinarmee, später war er unter anderem Generalinspekteur der Infanterie, Gouverneur der Hansestädte sowie von Berlin und Magdeburg.

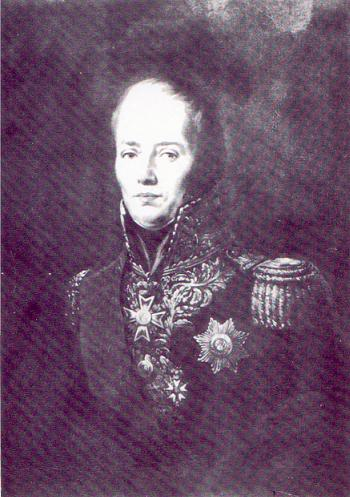
Claude Ignace François Michaud

## Leben
Nach einer sorgfältigen Erziehung war Michaud für die juristische Laufbahn vorgesehen. Gegen den Willen der Familie trat er in die französische Armee ein. Er ging als Freiwilliger zu einem berittenen Jägerregiment und stieg dort zum Unteroffizier auf, ehe er 1783 wegen fehlender Beförderungsaussichten ins Zivilleben zurückkehrte.
Während der französischen Revolution wurde er Nationalgardist. Von seiner Einheit wurde er 1791 zum Capitaine gewählt. Noch im selben Jahr wurde er zum Lieutenant-colonel befördert. Er machte während des ersten Koalitionskrieges die Feldzüge von 1792 und 1793 auf dem oberrheinischen Kriegsschauplatz mit. Er wurde zum Colonel und im Mai 1793 zum Général de brigade befördert. Kurze Zeit später wurde er Général de division. Bei dem Angriff der österreichischen Armee auf die Weißenburger Linien am 13. Oktober verteidigte er das Plateau bei Bergzabern und konnte seine Truppen ohne größere Verluste nach Weißenburg zurückführen. Nachdem Jean-Charles Pichegru das Kommando über die Armee übernommen hatte, verbesserte sich die französische Lage im Rheinland. Michaud zeichnete sich im Folgenden im Kampf gegen die österreichische Armee so aus, dass er den Oberbefehl über die Rheinarmee nach der Abberufung von Pichegru erhielt.
Er kommandierte im Feldzug von 1794 etwa 36.000 Mann und hatte die Aufgabe das erwartete Vordringen der Österreicher und Preußen aufzuhalten. Er siegte bei Schänzel und Trippstadt über die Österreicher. Nach dem Sieg der Preußen über eine französische Division bei Kaiserslautern am 23. Mai 1794 musste auch Michaud seine Stellung zwischen Speyer und Neustadt aufgeben und sich zur Festung Landau zurückziehen. Die Alliierten versäumten es, ihn dort anzugreifen. Mit Verstärkungen versehen, ging Michaud seinerseits zum Angriff über. Ein erster Angriff war wenig erfolgreich, ein zweiter zwang Österreicher und Preußen zum Zurückweichen. Im Zusammenhang mit dem Marsch der Moselarmee gegen Trier und Luxemburg, nahm Michaud eine Stellung zwischen Speyer, Neustadt und Kaiserslautern ein. Dort wurde er vom Erbprinzen von Hohenlohe am 19. und 20. September angegriffen und besiegt. Allerdings hatte dies keine nennenswerten Folgen, weil die Alliierten sich über den Rhein zurückzogen. Die folgende Einschließung von Mainz überließ Michaud dem General Sembert. Er selbst nahm einen Brückenkopf bei Mannheim ein.
Danach legte er den Oberbefehl nieder und wurde Divisionskommandeur bei der Nordarmee. Er nahm Vlissingen und Middelburg und übernahm später den Oberbefehl in Flandern. Wegen einer Verwundung leistete er längere Zeit keinen aktiven Dienst. Im Jahr 1798 erhielt er den Oberbefehl über die zur Invasion Großbritanniens vorgesehenen Armée d’Angleterre. Im Jahr 1800 kämpfte er während des zweiten Koalitionskrieges auf dem oberitalienischen Kriegsschauplatz.
Nach dem Frieden von Lunéville war er Generalinspekteur der Infanterie. Im Jahr 1804 wurde er zum Kommandeur der Ehrenlegion und zum Grafen des Empire erhoben. Im Jahr 1805 war er Oberbefehlshaber in Holland und später ab 1806 Gouverneur der Hansestädte in Norddeutschland. Später war er auch kurze Zeit Gouverneur von Berlin und Magdeburg. Über seine Tätigkeit während der Kriege 1814/15 ist nichts bekannt. Nach der Restauration ernannte ihn Ludwig XVIII. zum Großoffizier der Ehrenlegion und  wieder zum Inspekteur der Infanterie. Als solcher wurde er 1816 entlassen und erhielt keinen neuen Posten mehr.